# Union sportive de Meknès
Union sportive de Meknès (arab. الإتحاد الرياضي المكناسي) – marokański klub piłkarski z siedzibą w Meknèsie. W sezonie 2020/2021 gra w GNFA 2 (czwarty poziom ligowy).

## Opis
Klub został założony w 1913 roku. Największym sukcesem drużyny było mistrzostwo Maroka w sezonie 1921/1922.